# Indisk fiskarutter
Indisk fiskarutter (Lutrogale perspicillata) är den enda arten i släktet Lutrogale som tillhör underfamiljen uttrar. Djuret förekommer i södra och sydöstra Asien.

## Kännetecken
Arten liknar den europeiska uttern men skiljer sig från denna art genom mjukare päls, en avplattad svans, en rund skalle med kort nos och större tänder. Som alla uttrar har den en långsträckt kropp med korta extremiteter. Pälsen är på ovansidan gråbrun och på undersidan ljusare. Kinder, halsen och bröstet är vitaktiga. Dessa djur når en kroppslängd mellan 65 och 79 centimeter, en svanslängd mellan 40 och 51 centimeter och en vikt mellan 7 och 11 kilogram. Storleken liknar alltså den europeiska utterns.

## Utbredning och habitat
Artens utbredningsområde sträcker sig från Pakistan och Indien över Sydostasien till öarna Borneo och Java. En isolerad population finns i södra Irak. De vistas nära sjöar, floder och andra vattenansamlingar i skogar samt i mangrove, träskmarker och risodlingar. Trots att de huvudsakligen är bundna till vatten genomför de större vandringar på land, särskilt under torra perioder.

## Levnadssätt
Indisk fiskarutter lever i familjegrupper som består av en hane, en hona och deras ungar. Som viloplatser använder de självgrävda bon vid vattendragens strandlinje. Varje grupp har ett revir som sträcker sig 7 till 12 kilometer längs floden.

## Föda
Dessa djur jagar huvudsakligen fisk och ofta använder en familjegrupp drivjakt för att komma åt bytet. Dessutom äter de groddjur, insekter och kräftdjur.

## Fortplantning
Dräktigheten varar i cirka 60 dagar men ibland vilar ägget en tid efter befruktningen innan den egentliga dräktigheten börjar. Det föds två till fem ungar åt gången som tillbringar sina första dagar i en jordhåla polstrad med gräs. Efter ungefär 130 dagar sluter honan att ge di och sedan vårdas ungarna av bägge föräldrar tills de är ett år gamla. Livslängden i naturen ligger mellan 4 och 10 år, i fångenskap ibland upp till 20 år.

## Hot
Arten hotas genom skogsröjning, vattenbyggnader och vattenföroreningar. I vissa regioner har de blivit sällsynta eller har försvunnit, IUCN listar hela arten som sårbar (vulnerable). Situationen för den isolerade populationen i Irak är oviss då området var krigsplats och flera sumpmarker blev torrlagd.